# Viljan Södermalms Frivilligcentral
Viljan är en frivilligorganisation i Stockholm som grundades 27 september 1993 av bland annat Barbro Hedman och Lisbeth Palme.[källa behövs]
Föreningen är en frivilligcentral som vill stimulera till frivilligt socialt arbete och engagera sina medlemmar i ideellt arbete som komplement till offentlig verksamhet inom det sociala området. Viljan vill också främja hjälp till självhjälp inom samma område. Verksamhetens syfte är att hjälpa äldre att bryta sin isolering, aktivera och stödja äldre att klara ett självständigt liv och att skapa nya möten för människor i olika åldrar .
Föreningen förmedlar och utför frivilligt  volontärarbete på Södermalm i Stockholm samt stöder självhjälpsgrupper. En del av rekryteringen av volontärer sker i samarbete med Volontärbyrån.Verksamheten bygger på oavlönade och för den hjälpsökande kostnadsfria insatser. Viljan finansierar sin verksamhet genom bidrag från bland annat  Södermalms Stadsdelsförvaltning samt från stiftelser (exempelvis Stiftelsen Wilhelm Govenii Minne och Johanniterorden) och fonder. Dessutom finansieras verksamheten av medlemsavgifter.
Ett antal volontärer hjälper till med uppgifter som att följa äldre till sjukhus, tandläkare, optiker eller liknande. Det kan även handla om att besöka någon som behöver sällskap eller stöd vid aktiviteter såsom promenader och teaterbesök.
Föreningen organiserar även studiecirklar i exempelvis måleri och under sommaren anordnas utflykter för personer som bor i ordinärt boende eller på servicehus. En del av verksamheten är samordnad med Skinnarvikens Seniorboende, Nytorgsträffen och Andreaskyrkan.
Viljan är en av de 51 ideella föreningar som ingår i överenskommelsen om det sociala området mellan Regeringen, Sveriges kommuner och landsting .
Viljan är medlem i riksförbundet Sveriges Frivilligcentraler. 